# Wong Sang
Wong Sang (ur. ?) – tanzański lekkoatleta, skoczek o tyczce.

## Rekordy życiowe
- Skok o tyczce – 4,06 (1970)[1] rekord Tanzanii[2]